# Utvängstorps distrikt
Utvängstorps distrikt är ett distrikt i Mullsjö kommun och Jönköpings län. 
Distriktet ligger norr om Mullsjö. 

## Tidigare administrativ tillhörighet
Distriktet inrättades 2016 och utgörs av socknen Utvängstorp i Mullsjö kommun
Området motsvarar den omfattning Utvängstorps församling hade vid årsskiftet 1999/2000.